# جونیور الدستال
جونیور الدستال (انگلیسی: Junior Eldstål؛ زادهٔ ۱۶ سپتامبر ۱۹۹۱) بازیکن فوتبال اهل مالزی است.
از باشگاه‌هایی که در آن بازی کرده است می‌توان به باشگاه فوتبال جوهر دارالتعظیم و باشگاه فوتبال آلدرشات تاون اشاره کرد.
وی همچنین در تیم ملی فوتبال مالزی بازی کرده است.